# Martin Segon
Martin Segon (lat. Martinus Segonius Nouomotanus, ital. Martino Segono) bio je srpski pisac, katolički biskup Ulcinja, i poznati humanista iz 15. veka.

## Biografija
Segon je rođen u Novom Brdu, u Srpskoj Despotovini. Otac Martina Segona, Jovan de Segonis, bio je iz Kotora. Martin Segon je bio kanonik u crkvi Svete Marije u Novom Brdu. Verovatno se preselio u Ulcinj kada su Novo Brdo zauzele Osmanlije 1455.
Obrazovao se u Padovi, a svoje radove je pisao na latinskom jeziku. Segon je 1475. godine stekao doktorat iz „oba prava“ (bio je doktor svetovnog prava i doktor kanonskog prava) na Univerzitetu u Padovi. Bio je prelat kada je umro 1482, ili 1485.
Kad su srodnici kralja Radoslava i vojnici, koji su sa njim bili u Rimu čuli što se zbilo, zamoliše kralja da se oženi. On nagnan njihovim molbama uzme za ženu Rimljanku iz veoma plemenitog roda, s kojom rodi sina, kojega nazva Petrislav. Zatim preminu u dubokoj starosti i sahranjen je s velikim počastima u crkvi Svetog Jovana Lateranskog.
Poslije toga Petrislav se oženi plemenitom rimskom đevojkom, od koje dobije sina koga nazva Pavlimir. Zatim pošto je proživio veoma mnogo godina sa svojim rimskim srodnicima, i on sam je umro. Po smrti, srodnici mu začeše neprijateljstvo sa ostalim Rimljanima i počeše voditi teške borbe po gradu, kao što se to često dešava. Kad je Pavlimir postao mladić i počeo da izrasta u veoma snažnog i hrabrog ratnika, tako da mu u gradu Rimu niko nije bio ravan; zbog toga su ga njegovi srodnici i neki drugi Rimljani veoma zavoljeli i izmijenili mu ime, pa pošto je mnogo uživao u ratovanju nadjenu mu ime Belo. U to vrijeme isplovi sa Sicilije brodovlje, ogromno mnoštvo saracenskih lađa, ovakvo brodovlje grčki se zove "miria armeni", a latinski "decem milia vella". Sve primorske gradove su porušili; a Latini pobjegoše u planine đe življahu Sloveni. A kad su se stali vraćati u svoje gradove, Sloveni ih pohvataju i zadrže kao robove. Zatim mnogi pušte Latine pod uslovom da im u svako vrijeme plaćaju danak i da im vrše službe. I tako oni počeše ponovo graditi primorske gradove koje su porušili Saraceni. U isto vrijeme rimski srodnici Belovi koji je i Belimir, ne mogući podnositi podmuklost i neprijateljstva rimskih velikaša, a pošto nijesu htjeli da se ponižavaju, niti da sa neprijateljima sklope mir, svi izađu iz grada, zajedno sa Belom, ženama, sinovima i kćerama, vojnici, njih pet stotina na broju, uzevši đecu i žene, dođu u Apuliju. Odatle pošto su se ukrcali na lađe, doploviše u predjele Dalmacije. Stignu u luku koja se zove Gruž i Ombla. Sloveni su naime poslali Belu, koji je i Pavlimir, glasnike da dođe i prihvati kraljevstvo svojih predaka, pa su ga zbog toga i slijedili njegovi srodnici. Pošto su sišli sa lađa, sagrade tvrđavu i tu se nastaniše. Kad su ljudi iz grada Epidura, koji su se još zadržali u šumama i planinama, saznali da je Belo stigao sa Rimljanima i da su sagradili tvrđavu, skupe se i dođu, i zajedno sa njima podigoše grad na obali mora, koji Epidavrani svojim jezikom nazovu "Laus". Zbog toga ovaj grad bi nazvan Lausium, a kasnije promjenom glasa "L" bude nazvan Ragusium. Uistinu Sloveni su ga nazvali Dubrovnik, a to znači "šumski" ili "šumska", jer kad su ga gradili došli su iz šume.
Pavlimir je najpoznatija drama Junija Palmotića prvi put prikazana pred Dvorom od družine isprazne 22. februara 1632.
Kratki sadržaj[уреди]
Zasnovana je na građi iz Ljetopisa popa Dukljanina, opisuje događaje koji se protežu kroz nekoliko naraštaja, isprepletene s čudesnim i fantastičnim likovima koji prikayuju dobre i zle sile, a dramatizuje legendu o kralju Pavlimiru kao osnivaču Dubrovnika. Pavlimir je unuk prognanog kralja Radoslava. Na poziv slovinskih vladara vraća se iz Rima na prazno djedovo prijestolje. Nakon strašne oluje koje su pripremili zli dusi dolazi s družinom u Gruž za vrijeme svetkovine sv. Ilara, zaštitnika mjesta. Susreće tamošnje stanovnike, pastire, pustinjaka Srđa (koji mu pomaže u savladavanju zapreka), preuzima prijestolje i osniva Dubrovnik te se vjeri sa Srđevom nećakinjom Margaritom. Iza alegorijske priče o Pavlimiru, krije se prava tema: ljubav prema slobodi i rodnome gradu

## Radovi
Kada je Osmansko carstvo počelo da osvaja sve veći deo evropske teritorije, pape su slale svoje misionare na Balkan da špijuniraju osmanske snage i njihovu organizaciju na teritorijama koje su osvojili. Jedan od takvih misionara je bio i Martin Segon. Papa Sikst IV je naložio Martinu Segonu da putuje Balkanom i proučava pravce koji mogu da budu upotrebljeni za presretanje Osmanlija. Izveštaje koje je pisao je slao papi Sikstu IV početkom 1480, pre nego što je Gedik Ahmed Paša organizovao napad na Otranto. Segonov izveštaj je prevazišao svoju osnovnu svrhu, jer je uključivao i Segonova zapažanja prevashodno o Srbiji sa kraja 15. veka, njenoj istoriji, etnologiji, geografiji, dvorcima, manastirima, Dubrovačkim trgovcima, ljudima i njihovim karakterima, bici na Kosovu, epskoj poeziji, itd. Feliks Petančić je objavio Segonov rukopis 1522. godine pod nazivom De itineribus in Turciam libellus.
Sačuvan je samo jedan izvod iz prevoda njegovog dela na italijanski jezik. Taj izvod je bio nepoznat dok ga 1981. godine nije objavio profesor Agostino Petrusi iz Milana u okviru svoje knjige Martino Segono di Novo Brdo, vescovo di Dulcigno. Un umanista serbo-dalmata del tardo Quattrocento. Deo teksta koji je Segon napisao je kratak, ali veoma važan biografski skeč o Skenderbegu (ital. Narrazioni di Giorgio Castriotto, da i Turchi nella lingua loro chiamato Scander beg, cioe Alesandro Magno).
U knjizi "Književnost Crne Gore od 12. do 19. vijeka — pisci srednjovjekovnog latiniteta" knjiga 1. (Obod, Cetinje 1996.) na str. 216. piše: "Djelo Martina Segona,...ORIGINE AUTEM SERVIANI...", a na 237. str. je prevod: "Malo delo poštovanoga gospodina Martina de Segonis, rodom Kotoranina a poreklom Srbina iz Novomonta drukčije Novobrda..." U istom izveštaju Segon opisuje Rašane, Vlahe i Srbe:
Rašani, naime, prvi stanovnici ove pokrajine, divlji i ratoborni, naseljavaju onaj dio koji leži prema rijekama Drini, Savi i Istru (Dunav). Vlasi su planinci, divlji rod ljudi — oni su bogati samo stadima stoke, a drugi dio, koji je okrenut Dardancima, Makedoncima i Tribalima, Srbi, ljudi blaženog načina života i pitomijeg i lijepog izgleda, zato što se prostiru više ka jugu i zbog mnogih putujućih trgovaca.

## Literatura
- UNVOLLSTÄNDIGER TEXTENTWURF ZUR DISKUSSION AM 6.2.2012 (PDF). 2012. стр. 9. Приступљено 2. 4. 2012.[мртва веза]
- Studi storici (на језику: Italian). Istituto storico italiano per il medio evo. стр. 142—145. Приступљено 1. 4. 2012.
- Zgodovinski časopis, Vol. 54. Zgodovinsko društvo za Slovenijo. 2000. стр. 131. Приступљено 1. 4. 2012.
- Zbornik Matice srpske za književnost i jezik. Novi Sad: Matica srpska. 1991. стр. 91. Приступљено 2. 4. 2012.
- Ćirković, Sima (2011).  Hrvoje Gračanin, ур. Izvori Mavra Orbina: addenda et corrigenda. Zavod za hrvatsku povijest Filozofskoga fakulteta Sveučilišta u Zagrebu. стр. 60.
- Bojović, Zlata (2010). ГОДИШЊАК Катедре за српску књижевност са јужнословенским књижевностима (PDF). Belgrade: Филолошки факултет Универзитета у Београду. стр. 24. Архивирано из оригинала (PDF) 19. 4. 2014. г. Приступљено 2. 4. 2012. soft hyphen character у |title= на позицији 3 (помоћ); soft hyphen character у |authorlink= на позицији 48 (помоћ)
- actes du Colloque interdisciplinaire. A.I.E.S.E.E. 1975. стр. 281. Приступљено 2. 4. 2012.
- Bojović, Zlata (2010). ГОДИШЊАК Катедре за српску књижевност са јужнословенским књижевностима (PDF). Belgrade: Филолошки факултет Универзитета у Београду. стр. 24. Архивирано из оригинала (PDF) 19. 4. 2014. г. Приступљено 2. 4. 2012. soft hyphen character у |title= на позицији 3 (помоћ); soft hyphen character у |authorlink= на позицији 48 (помоћ)
- Ćirković, Sima (2011).  Hrvoje Gračanin, ур. Izvori Mavra Orbina: addenda et corrigenda. Zavod za hrvatsku povijest Filozofskoga fakulteta Sveučilišta u Zagrebu. стр. 59.
- Ćirković, Sima (2011).  Hrvoje Gračanin, ур. Izvori Mavra Orbina: addenda et corrigenda. Zavod za hrvatsku povijest Filozofskoga fakulteta Sveučilišta u Zagrebu. стр. 59.
- Narodna biblioteka SR Srbije (1991). Serbia and the neighbouring countries on early maps. Srpska akademija nauka i umetnosti. стр. 16.
- Zgodovinski časopis, Vol. 54. Zgodovinsko društvo za Slovenijo. 2000. стр. 131. Приступљено 1. 4. 2012.
- Elsie, Robert (2010). Historical Dictionary of Kosovo. Scarecrow Press. стр. 204. Приступљено 2. 4. 2012.
- Zgodovinski časopis, Vol. 54. Zgodovinsko društvo za Slovenijo. 2000. стр. 131. Приступљено 1. 4. 2012.
- Zbornik Matice srpske za književnost i jezik. Novi Sad: Matica srpska. 1991. стр. 91. Приступљено 2. 4. 2012.
- Pertusi, Agostino (1985), Martino Segono di Novo Brdo vescovo di Dulcigno : un umanista serbo-dalmata del tardo quattrocento : vita e opere, Rome: Istituto storico italiano per il Medio Evo, OCLC 469427244

## Spoljašnje veze
- Malo djelo poštovanoga gospodina Martina de Segonis, po narodnosti Kotoranina, a porijeklom Srbina iz Novomonta, drukčije Novobrda, nazvanog po milosti božjoj Episkopa Ulcinjskog preblaženom Sikstu IV, Rimskom papi – Tekst Segonovog dela na srpskom jeziku